# اچ‌ام‌اس هانتر (دی۸۰)
اچ‌ام‌اس هانتر (دی۸۰) (به انگلیسی: HMS Hunter (D80)) یک کشتی است که طول آن ۴۹۱ فوت ۶ اینچ (۱۴۹٫۸۱ متر) می‌باشد. این کشتی در سال ۱۹۴۲ ساخته شد.